# Disidentes (película)
Disidentes es una película colombiana de 2023 dirigida por Alexander Moscoso Torres. Estrenada a nivel nacional el 12 de octubre de 2023, fue protagonizada por Lina Cardona, Roberto Grecco, Youlin Adriana Moscoso, Ivonne Gómez y Juan Millán.
El rodaje de Disidentes comenzó en el año 2019, en locaciones del municipio de Ubaté. Producida por el estudio Gravedad Inversa, la película tuvo su estreno local en salas de Royal Films el 12 de octubre de 2023.

## Sinopsis
Susana y Daniel organizan un encuentro con sus excompañeros de secundaria en una casa a las afueras de la ciudad, con el objetivo de celebrar el cumpleaños de Marquitos. Aunque al comienzo la reunión se desarrolla de forma normal, con el paso del tiempo empiezan a ocurrir eventos extraños que ponen en peligro a todos los invitados ante la presencia de un enemigo que acecha.

## Reparto
- Lina Cardona es Susana
- Roberto Grecco es Daniel
- Ivonne Gómez es Luisa
- Juan Millán es Marquitos
- Jairo Guerrero es Kevin
- Pablo César Sánchez es Raúl
- Youlin Adriana Moscoso es Matilde

Fuente: